# John James (homme politique canadien)
Pour les articles homonymes, voir John James et James.
John Mason James (17 janvier 1911-18 octobre 1999) est un homme politique canadien de l'Ontario. Il est député fédéral libéral de la circonscription ontarienne de Durham de 1949 à 1957.

## Biographie
Né à Bowmanville en Ontario, James est capitaine du Corps de renseignement dans l'armée canadienne durant la Seconde Guerre mondiale.
Élu député de Durham à la Chambre des communes du Canada en 1949 et réélu en 1953, il est défait en 1957.